# Alexandre Malafaye
Œuvres principales
- Jeux Chinois, Descartes & Cie, avril 2008, prix Géopolitique de la Forêt des Livres
- Roulettes Russes, Descartes & Cie, mai 2009
- L'Homme de Washington, Éditions de l'épée, octobre 2012
- Le Secret de Moïse, Plon, mai 2011
- Propagande noire, Editions Kero, janvier 2013, coécrit avec Georges Fenech, récompensé par le prix du livre numérique 2013.
- La 6° République (écrit en 1985).
- RE)PRENONS LE POUVOIR ! Manifeste pour notre droit à être bien gouvernés, Editions Synopia, août 2014.

Alexandre Malafaye est  un écrivain et cadre en entreprise. Il est le président fondateur de Synopia, un think tank indépendant issu de la société civile qui effectue des analyses sur les enjeux de gouvernance et élabore des propositions concrètes à destination des décideurs pour améliorer la gouvernance publique, la gouvernance des entreprises et les enjeux de cohésion, en France et en Europe.

## Biographie
Alexandre Malafaye est originaire du sud-ouest de la France, il a passé son enfance entre le Bordelais et le Périgord.
Son intérêt pour l’histoire, l'actualité et la géopolitique se forge entre 1982 et 1985 lorsqu’il anime avec deux amis une émission politique sur une radio libre.
À 18 ans, il écrit un essai intitulé La 6° République. De cette première expérience, il conserve de nombreuses relations dans les milieux politiques, économiques et culturels. En parallèle, il s'intéresse à l'histoire des civilisations et des religions.
Autodidacte, il se lance dans les affaires en 1986, d’abord au sein d’une entreprise familiale, crée plusieurs sociétés puis, en 1993, il rejoint deux grands groupes internationaux au sein desquels il occupe différents postes de direction régionale, jusqu’en 2008, année à partir de laquelle il se consacre pleinement à l'écriture.
En 2012, il crée le think tank Synopia et publie, en août 2014, (RE)PRENONS LE POUVOIR ! Manifeste pour notre droit à être bien gouvernés.
Régulièrement invité à s'exprimer dans les médias, il tient depuis septembre 2020 une chronique hebdomadaire sur Europe 1 dans le journal du soir de Julian Bugier. Il intervient également sur Public Sénat, LCI, Canal +, CNews ou encore sur France Info. En 2017, il fut chroniqueur sur France Culture ("Elysez-moi") et a participé aux débuts de l'émission "les voix de l'Info" de Sonia Mabrouk. De 2016 à 2019, Alexandre Malafaye a été polémiste dans l'émission On refait le monde avec Marc-Olivier Fogiel sur RTL. Il participe depuis 2014 aux débats de Sud radio, en particulier dans l'émission de Valérie Expert. Enfin, il signe souvent des articles et des tribunes,,, dans la presse écrite et a tenu entre 2017 et 2018 la chronique "Vox civili" qui paraissait chaque mardi dans le journal l'Opinion.
Début 2017, il co-fonde avec Jacky Isabello le collectif 3 débats sinon rien qui interpelle le Conseil supérieur de l'audiovisuel (CSA) dans le but de moderniser le dispositif des débats télévisés de la présidentielle : trois débats avec l'ensemble des candidats avant le premier tour, et trois débats entre les deux tours avec les deux finalistes.
Enseignant à Sciences Po Paris en 2019, il donne un cours sur la gouvernance démocratique.
Il est auditeur de l'IHEDN (65° session nationale "politique de défense"), capitaine de frégate au sein de la réserve citoyenne de la Marine nationale, membre du Cercle de l'Union Interalliée et sociétaire de la Société des gens de lettres.

## Publications
Romans
- Jeux Chinois, Descartes & Cie, avril 2008, prix Géopolitique de la Forêt des Livres
- Roulettes Russes, Descartes & Cie, mai 2009
- L'Homme de Washington, Éditions de l'épée, octobre 2012

Ces trois premiers romans font l'objet d'une publication numérique aux Éditions de l'épée, sous le nom de Geopoly.
- Le Secret de Moïse, Plon, mai 2011
- Propagande noire, Éditions Kero, janvier 2013, coécrit avec Georges Fenech, récompensé par le prix du livre numérique 2013.

Essais
- La 6° République (écrit en 1985).
- (RE)PRENONS LE POUVOIR ! Manifeste pour notre droit à être bien gouvernés, Éditions Synopia, août 2014.